# Stelis pachyglossa
Stelis pachyglossa là một loài thực vật có hoa trong họ Lan. Loài này được (Lindl.) Pridgeon & M.W.Chase mô tả khoa học đầu tiên năm 2001.

## Hình ảnh

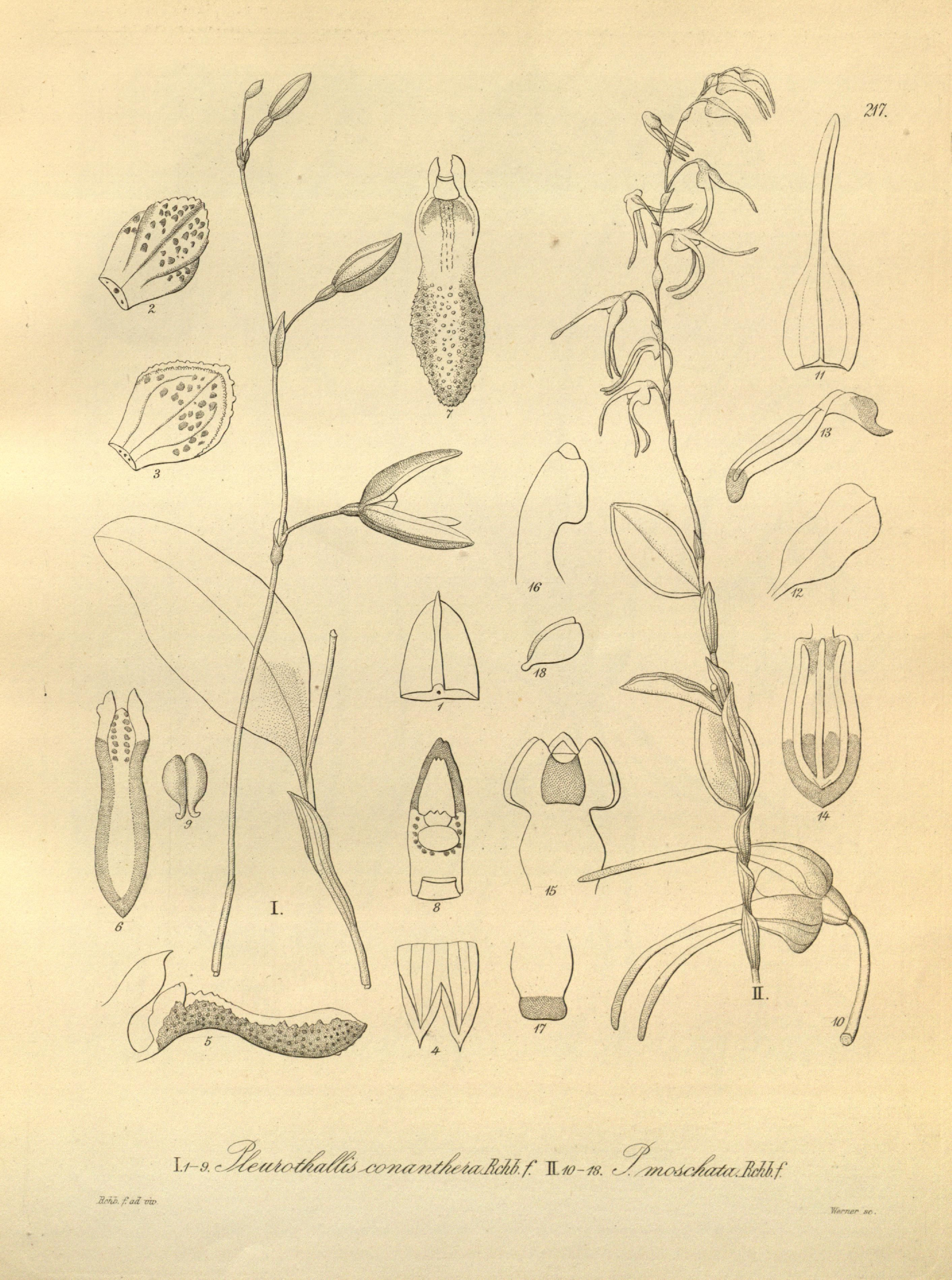
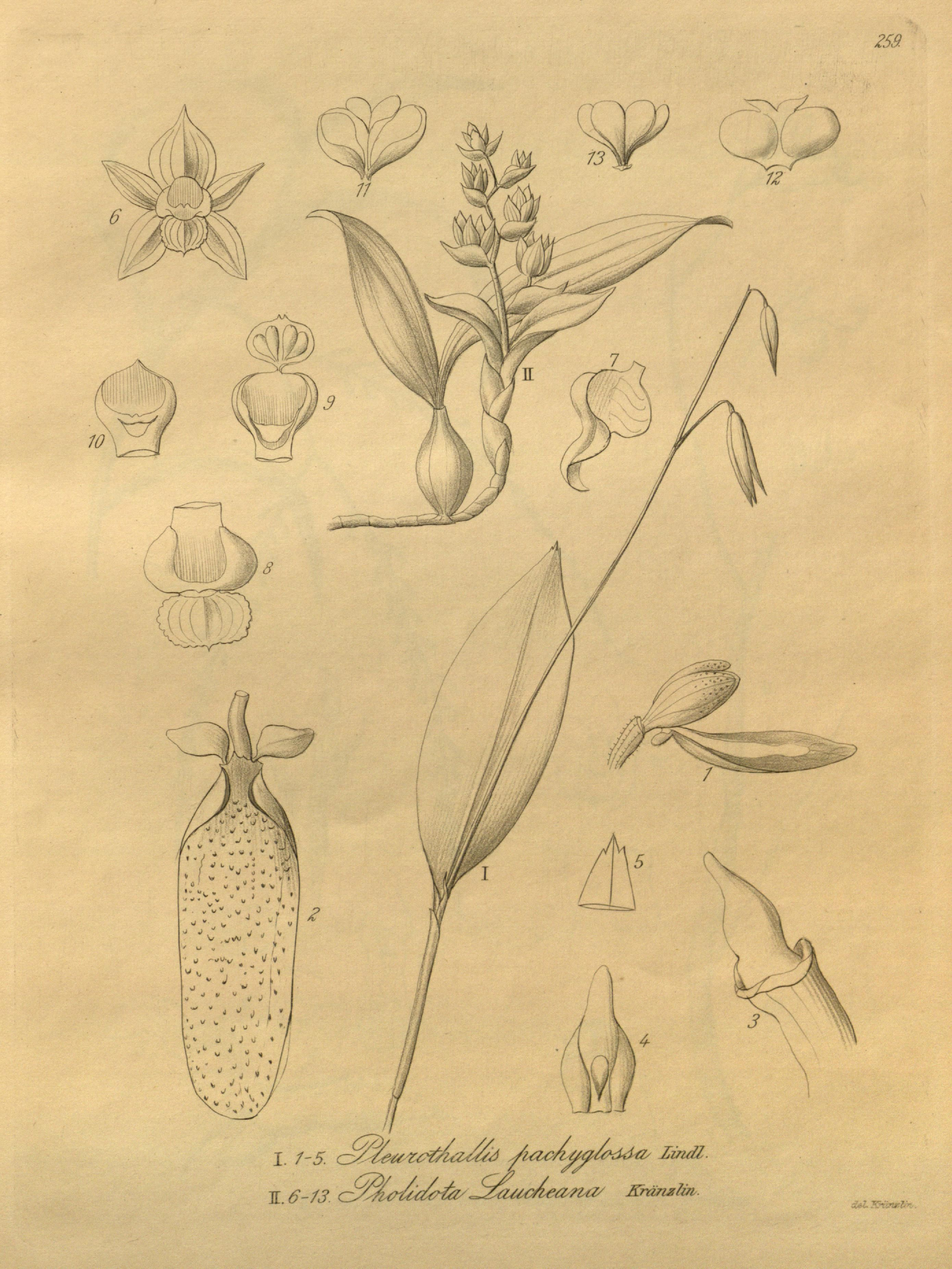